# Вечити дерби у америчком фудбалу
Вечити дерби у америчком фудбалу је назив за дерби у америчком фудбалу у Србији који се игра између Вукова из Београда и Вајлд борса из Крагујевца. Прва утакмица одиграна је 22. марта 2003. године у Крагујевцу и завршена је победом Дивљих вепрова 15-14.

## Историјат
Први меч су одиграли 22. марта 2003. на стадиону фудбалског клуба Јадран у Крагујевцу пред око 500 гледалаца и без опреме, а славили су Вепрови са 15:14. Након тога је регистровано још неколико клубова па је формирана лига 2004. године. Наредна два меча поново су добили Вепрови са 24:0 у Београду у оквиру 4. кола Супер лиге Србије и 21:6 у финалу на Стадиону Чика Дача у Крагујевцу пред 2.500 гледалаца. Први пораз Крагујевчани су претрпели у 4. вечитом дербију, који је одлучивао првака Србије у сезони 2005. На Стадиону Обилића Вукови су победили са 20:7.
Пети дерби у америчком фудбалу је био и први са опремом. Игран је у оквиру СЕЛАФ лиге (југоисточна европска лига америчког фудбала) у Крагујевцу, а тријумфовали су Крагујевчани са 20:14. У регуларном делу сезоне Вепрови су остварили још једну победу, у гостима су били бољи са 14:0. Трећу победу у дербију у сезони 2006, Вепрови су остварили у финалу у главном граду Србије са 23:12. наредне сезоне Вукови су победили оба меча са 34:0 у Београду и 41:10 у Крагујевцу. Следеће сезоне поново су Дивљи вепрови били успешнији. У регуларном делу су победили у Крагујевцу 31. маја са 43:20, а другу победу у сезони остварили су у великом финалу у борби за титулу првака Србије, такође у Крагујевцу са 39:33.
Због раскола унутар САФС-а и формирања два паралелна савеза дерби се није играо две сезоне. Први дерби након поновног уједињења двеју лига на стадиону Сушица у Крагујевцу добили су Крагујевчани са 54:38. Након овог дербија Вукови су почели да доминирају и остварили су 7 везаних победа. у финалу 2011. У Крагујевцу пред 2.000 гледалаца тријумфовали су 51:36. У сезони 2012 у регуларном делу сезоне су победили са 47:23, а у финалу са 35:24.
У сезони 2013. Вукови су били веома убедљиви. На Ади Циганлији су победили са 41:14, а у Крагујевцу у оквиру ЦЕФЛ лиге су победили са 60:23. У велико финалу играном 7. јула 2013 у оквиру Суперлиге и ЦЕФЛ лиге Вукови су на Ади победили са 42:0.
Деветнаести боул је одигран у Београду, 12. априла 2014, а после неизвесне завршнице са 17:16, по седми пут узастопно тријумфовали су Вукови. Вајлд борси sу имали шут за победу, али је њихов шут изблокиран у последњим секундама меча.

## Досадашњи сусрети
До сада је одиграно 38 међусобних сусрета. Тренутни резултат је 20−18 у корист Вајлд борса.

### Резултати
| Бр | Датум               | Лига        | Домаћин                | Гост                   | Резултат | Укупно |
| -- | ------------------- | ----------- | ---------------------- | ---------------------- | -------- | ------ |
| 1  | 22. март 2003.      | Пријатељска | Вајлд борси Крагујевац | Вукови Београд         | 15:14    | 1:0    |
| 2  | 2004.               | СЛС         | Вукови Београд         | Вајлд борси Крагујевац | 0:24     | 0:2    |
| 3  | 7. новембар 2004.   | СЛС         | Вајлд борси Крагујевац | Вукови Београд         | 21:6     | 3:0    |
| 4  | 19. јун 2005.       | СЛС         | Вукови Београд         | Вајлд борси Крагујевац | 20:7     | 1:3    |
| 5  | 10. јун 2006.       | СЛС - ЦЕФЛ  | Вајлд борси Крагујевац | Вукови Београд         | 20:14    | 4:1    |
| 6  | 17. септембар 2006. | СЛС - ЦЕФЛ  | Вукови Београд         | Вајлд борси Крагујевац | 0:14     | 1:5    |
| 7  | 8. октобар 2006.    | СЛС - ЦЕФЛ  | Вукови Београд         | Вајлд борси Крагујевац | 12:23    | 1:6    |
| 8  | 5. мај 2007.        | СЛС - ЦЕФЛ  | Вукови Београд         | Вајлд борси Крагујевац | 34:0     | 2:6    |
| 9  | 3. јун 2007.        | СЛС - ЦЕФЛ  | Вајлд борси Крагујевац | Вукови Београд         | 10:41    | 6:3    |
| 10 | 31. мај 2008.       | СЛС         | Вајлд борси Крагујевац | Вукови Београд         | 43:20    | 7:3    |
| 11 | 29. јул 2008.       | СЛС         | Вајлд борси Крагујевац | Вукови Београд         | 39:33    | 8:3    |
| 12 | 3. април 2011.      | СЛС         | Вајлд борси Крагујевац | Вукови Београд         | 54:38    | 9:3    |
| 13 | 17. јул 2011.       | СЛС         | Вајлд борси Крагујевац | Вукови Београд         | 36:51    | 9:4    |
| 14 | 7. април 2012.      | СЛС         | Вукови Београд         | Вајлд борси Крагујевац | 47:23    | 5:9    |
| 15 | 8. јул 2012.        | СЛС         | Вукови Београд         | Вајлд борси Крагујевац | 35:24    | 6:9    |
| 16 | 6. април 2013.      | СЛС - ЦЕФЛ  | Вукови Београд         | Вајлд борси Крагујевац | 41:14    | 7:9    |
| 17 | 9. јун 2013.        | ЦЕФЛ        | Вајлд борси Крагујевац | Вукови Београд         | 23:60    | 9:8    |
| 18 | 7. јул 2013.        | СЛС - ЦЕФЛ  | Вукови Београд         | Вајлд борси Крагујевац | 42:0     | 9:9    |
| 19 | 12. април 2014.     | СЛС - ЦЕФЛ  | Вукови Београд         | Вајлд борси Крагујевац | 17:16    | 10:9   |
| 20 | 3. мај 2014.        | ЦЕФЛ        | Вајлд борси Крагујевац | Вукови Београд         | 30:24    | 10:10  |
| 21 | 5. јул 2014.        | СЛС         | Вукови Београд         | Вајлд борси Крагујевац | 27:17    | 11:10  |
| 22 | 4. април 2015.      | ПЛС         | Вукови Београд         | Вајлд борси Крагујевац | 23:0     | 12:10  |
| 23 | 22. мај 2016.       | ПЛС         | Вајлд борси Крагујевац | Вукови Београд         | 28:42    | 10:13  |
| 24 | 10. јул 2016.       | ПЛС         | Вукови Београд         | Вајлд борси Крагујевац | 29:53    | 13:11  |
| 25 | 8. април 2017.      | ПЛС         | Вајлд борси Крагујевац | Вукови Београд         | 21:14    | 12:13  |
| 26 | 1. април 2018.      | ПЛС         | Вајлд борси Крагујевац | Вукови Београд         | 38:21    | 13:13  |
| 27 | 8. јул 2018.        | ПЛС         | Вајлд борси Крагујевац | Вукови Београд         | 54:36    | 14:13  |
| 28 | 21. април 2019.     | ПЛС         | Вајлд борси Крагујевац | Вукови Београд         | 48:20    | 15:13  |
| 29 | 7. јул 2019.        | ПЛС         | Вајлд борси Крагујевац | Вукови Београд         | 60:55    | 16:13  |
| 30 | 8. мај 2021.        | ПЛС         | Вајлд борси Крагујевац | Вукови Београд         | 42:43    | 16:14  |
| 31 | 16. април 2022.     | ПЛС         | Вајлд борси Крагујевац | Вукови Београд         | 33:35    | 16:15  |
| 32 | 9. јул 2022.        | ПЛС         | Вукови Београд         | Вајлд борси Крагујевац | 24:17    | 16:16  |
| 33 | 8. април 2023.      | ПЛС         | Вукови Београд         | Вајлд борси Крагујевац | 35:42    | 16:17  |
| 34 | 21. мај 2023.       | ПЛС         | Вајлд борси Крагујевац | Вукови Београд         | 41:25    | 18:16  |
| 35 | 8. јул 2023.        | ПЛС         | Вајлд борси Крагујевац | Вукови Београд         | 48:7     | 19:16  |
| 36 | 24. март 2024.      | ПЛС         | Вајлд борси Крагујевац | Вукови Београд         | 21:10    | 20:16  |
| 37 | 18. мај 2024.       | ПЛС         | Вукови Београд         | Вајлд борси Крагујевац | 56:14    | 17:20  |
| 38 | 6. јул 2024.        | ПЛС         | Вукови Београд         | Вајлд борси Крагујевац | 28:6     | 18:20  |